# Saamita
La saamita és un mineral de la classe dels silicats que pertany al grup de la lamprofil·lita. Rep el nom dels indígenes saami (Саами en ciríl·lic) que habiten parts de la península de Kola (Rússia), l'extrem nord de Noruega, Suècia i Finlàndia.

## Característiques
La saamita és un sorosilicat de fórmula química Ba◻Na₃Ti₂Nb(Si₂O₇)₂O₂(OH)F(H₂O)₂. Va ser aprovada com a espècie vàlida per l'Associació Mineralògica Internacional l'any 2013. Cristal·litza en el sistema triclínic. La seva duresa a l'escala de Mohs és 3.
Les mostres que van servir per a determinar l'espècie, el que es coneix com a material tipus, es troben conservades a les col·leccions del Museu Mineralògic Fersmann, de l'Acadèmia de Ciències de Rússia, a Moscou (Rússia), amb el número de registre: 4432/1 i 4432/2.

## Formació i jaciments
Va ser descoberta a la mina Kirovsky, situada al mont Kukisvumtxorr, al massís de Khibini (óblast de Múrmansk, Rússia), on es troba en pegmatites alterades hidrotermalment en sienita-nefelina, en forma de cristalls laminats transparents d'entre 2 i 10 μm de gruix, i fins a 180 μm de diàmetre. Aquest indret és l'únic a tot el planeta on ha estat descrita aquesta espècie mineral.